# XB-51 (航空機)
XB-51
XB-51 試作1号機
(S/N 46-685)
- 用途：爆撃
- 分類：戦術爆撃機
- 製造者：マーチン
- 初飛行：1949年10月28日
- 生産数：2機
- 運用状況：1952年にキャンセル

XB-51は、アメリカ合衆国のマーチン社が、1940年代に試作したジェットエンジンを有する戦術爆撃機である。3発エンジンの機体であり、試作のみで制式採用はされなかった。

## 概要
XB-51は当初はA-26 インベーダー 双発攻撃機を発展させた機体として、主エンジンとしてターボプロップエンジン2基に加えて増加推力用として小型のターボジェットエンジンを翼下にポッド式に搭載する複合動力機として計画され、1945年にアメリカ陸軍航空軍向けの攻撃機として、XA-45の名称で開発が開始された。1946年には任務は戦術爆撃から低空を高速で侵入して近接航空支援を行うものに変更され、機種区分と名称もXB-51となり、爆撃機に変更されて同年5月23日に試作機2機が発注された。この要求は翌1947年には再び変更され、大きな戦闘行動半径を要求されない高速爆撃機に仕様変更された。マーチン社ではこの最終要求仕様に"モデル234(model234)"の社内名称を与えて本格的な設計作業に入った。
XB-51の試作機1号機（空軍シリアル番号 46-0685）は1949年9月4日に完成して出荷され、同年10月28日に初飛行に成功した。 試作2号機（USAF S/N 46-0686）は固定武装の20mm機関砲も搭載した状態で完成、1950年4月17日に初飛行した。テストパイロットとしてXB-51を操縦した一人に、かの「世界で初めて音速を超えた男」チャック・イェーガーがいる。
これら2機の試作機を用いたテストは1951年3月末に終了し、総飛行時間はマーチン社によるものが233回、合計211時間、空軍によるものが計221時間だった。このテストの結果を受けて各所に修正が施される予定となっていたが、これに先立つ1950年に、アメリカ空軍はA-26攻撃機を更新するためにXB-51をカナダのCF-100やイギリスのキャンベラと比較した。結果、XB-51は低空飛行性能などに高い評価を受けたものの、その降着装置が未整備飛行場における運用に適しておらず、機体強度も低いと判断され、1952年には不採用が決定した。
XB-51の不採用を受けて、マーチン社は空軍に採用されたキャンベラをアメリカ空軍仕様に改設計したB-57 キャンベラ爆撃機の生産を行うこととなった。この時XB-51用に開発された回転式爆弾庫がB-57の設計変更に採り入れられている。2機製造された試作機のうち、S/N 46-685は1956年3月25日に、S/N 46-686は1952年5月9日に墜落事故で失われた。
なお、S/N 46-685は1956年公開のアメリカ映画『Toward the Unknown』(英語版)に"Gilbert XF-120"として登場している。

## 構成

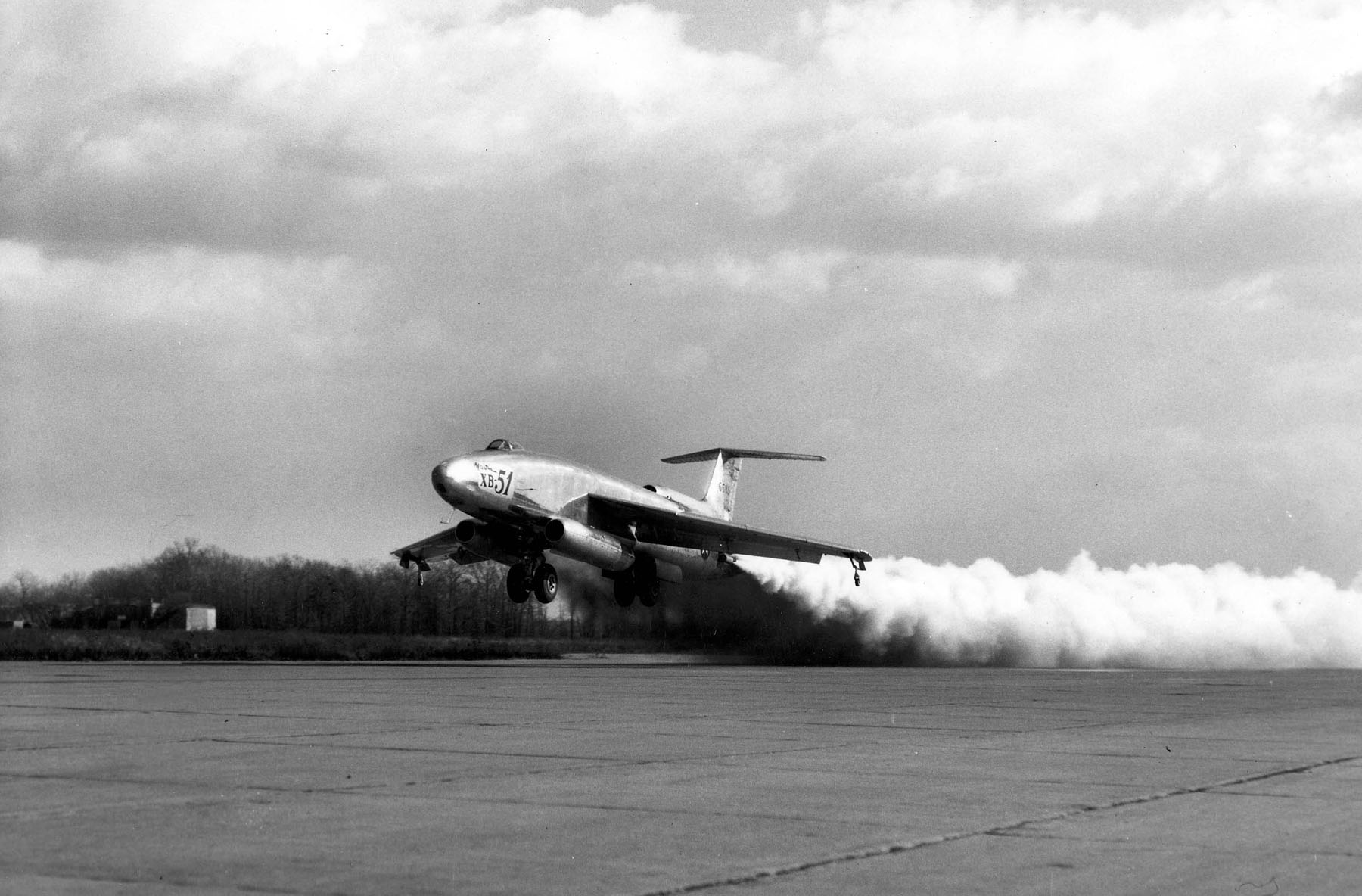
離陸補助ロケット装置を噴射して離陸するXB-51

機体は、軍用機としては珍しい三発機である。ジェットエンジンは二基がコックピットと主翼の間の機体側面下部左右にそれぞれ取り付けられており、三基目は尾部に配置され、尾部エンジンの空気取り入れ口（インテイク）垂直尾翼前方にある。離陸時には推力954ポンド（4.24 kN）の着脱式補助ロケット推進装置（RATO装置）4基も装備できた。主翼は後退角35度で下半角が6度ついている。主脚は胴体下面に二重車輪のものが前後にあるタンデム方式で、補助脚が主翼端に装備されている。
武装として機内の回転式爆弾倉に4,000ポンド（1,814kg）の各種爆弾を搭載し、爆弾を機内に収容しない場合には最大で10,400ポンド（4,700kg）を搭載できた。固定武装として機首下面にM24 20mm機関砲8門が搭載されている（実際に機関砲を搭載したのは試作2号機のみ）。
乗員は2名であり、操縦席は戦闘機のように独立したバブルキャノピーとなっている。前席手は操縦を担当し、後席手が爆撃システムの操作と航法を行う。XB-51はマーチン社の航空機としては初めて射出座席を備えた機体であった。

## 要目
- 全長:25.9m
- 全幅:16.2m
- 全高:5.3m
- エンジン：GE J47 ターボジェット 3基（推力:23KN）
- 乗員:2名
- 武装:

固定武装：M24 20mm機関砲 8門（装弾数1,280発）
HVAR（高速航空ロケット弾） 8基　もしくは 爆弾 最大4.7t